# Scymnodalatias albicauda
Scymnodalatias albicauda is een vissensoort uit de familie van de Somniosidae. De wetenschappelijke naam van de soort is voor het eerst geldig gepubliceerd in 1986 door Taniuchi & Garrick.